# Georgică Alexandrache
Georgică Alexandrache (n. 1 februarie 1933, Costești, județul Vaslui – d. 16 noiembrie 1999, Vaslui) a fost un deputat român în legislatura 1990-1992 și în legislatura 1992-1996, ales în județul Vaslui pe listele partidului FSN. Deputatul Georgică Alexandrache a fost membru în grupurile parlamentare de prietenie cu Republica Italiană și Statul Israel. În legislatura 1992-1996, Georgică Alexandrache l-a înlocuit pe deputatul Emil Cojocariu de la data de 19 decembrie 1994 pe listele PD. Georgică Alexandrache a fost învățător, profesor și director la Liceul Teoretic „Mihail Kogălniceanu” din Vaslui.